# Lola Marsh
Lola Marsh (ивр. לולה מארש‎) — израильская инди-поп-группа, дуэт Гиля Ландау (гитара, клавишные) и Яэль Шошаны Коэн (вокал). Группа выпустила свой первый мини-альбом You’re Mine (EP), с помощью лейбла Universal Records-Barclay в январе 2016 года. Их музыкальный клип Echoes был отмечен международным фестивалем Berlin Music Video Awards в 2020 году, получив награду в категориях «Лучшая песня», а клип Only for a Moment занял второе место в категории «Лучшая операторская работа».

## История
Группа была создана в Тель-Авиве в 2013 году как дуэт Гиль Ландау (род. 20 февраля 1985 года, гитара, клавишные) и Яэль Шошана Коэн (род. 3 января 1985 года, вокал). Они познакомились через общих друзей. Идея создания группы возникла на дне рождения Ландау в феврале 2011 года, когда участники группы начали играть песни на старой гитаре отца Ландау.
Ландау и Коэн писали и исполняли песни в течение 18 месяцев, прежде чем привлечь дополнительных музыкантов. Мати Гилад (бас), Рами Оссервазер (гитара, клавишные), Декель Двир (барабаны и сэмплеры) присоединились к ним вскоре после этого. Группа начала выступать в местных клубах. Их заметил ведущий местный инди-лейбл Anova Music, который подписал контракт с группой. Название группы было придумано, когда участники называли возможные имена для группы, и было предложено имя Lola Marsh, которое и прижилось.
Дуэт получил известность после выступления в 2014 году на фестивале Primavera Sound.
Премьера первого сингла группы, «Sirens», состоялась с помощью Nylon Magazine в марте 2015 года; в Nylon сказали о песне: «Последняя песня дрим-группы из Тель-Авива „Sirens“, предлагает изюминку в типичном сладковато-жарком инди-звучании… Трек кажется готовым для партитуры следующего фильма Квентина Тарантино». Позднее песня была использована в американском телешоу Крик.
Второй сингл группы, «You’re Mine», был выпущен в мае 2015 года на лейбле Pigeons and Plane. Он набрал более шести миллионов воспроизведений на Spotify и попала в топ-3 самых вирусных треков сервиса, а также в топ-3 рейтинга самых популярных треков Hype Machine.
Дебютный мини-альбом EP группы You’re Mine, был выпущен в январе 2016 года. Их третий сингл «She’s a Rainbow» вышел в мае 2016 года. В марте 2017 года их третий сингл «Wishing Girl» вышел в сопровождении музыкального видео от режиссёра Gal Muggia. Дебютный альбом группы Remember Roses был издан в июне 2017 года с помощью Universal Records-Barclay, Sony/ATV Music Publishing, Verve и Anova Music. Когда главная песня из него «Wishing Girl» была выбрана для рекламы французских духов Guerlain и в рекламе eBay, она набрала более 33 миллионов прослушиваний и сделала Lola Marsh самой известной группой в Израиле в международном масштабе.
После выхода альбома группа отправилась в турне по Европе и США, играя на летних фестивалях, таких как фестиваль Paleo в Швейцарии, Монреальский джазовый фестиваль, фестиваль Sziget в Будапеште.
В феврале 2018 года группа выпустила концертную сессию, записанную в Capitol Records Лос-Анджелесе. В марте 2018 года группа Lola Marsh была представлена в программе NPR «The Austin 100» в рамках мероприятия SXSW. Позже в том же месяце дуэт дал несколько концертов на SXSW.
Их второй альбом, Someday Tomorrow Maybe, был выпущен в январе 2020 года. Их музыкальные клипы Echoes и Only for a Moment были отмечены международным фестивалем Berlin Music Video Awards в 2020 году. Echoes победил в категории «Лучшая песня», а Only for a Moment занял второе место в категории «Лучшая операторская работа». Первый сингл Echoes, который был рассмотрен в New York Times, был номинирован в различных чартах года в Израиле в категории «Песня года». Второй сингл «Only For a Moment», премьера которого состоялась в журнале Variety, набрал 38 миллионов прослушиваний на Spotify. Кроме того, песня участвовала в саундтреке к фильму «Пурпурные сердца» и сериалу «Нетипичный» на Netflix. В 2021 году песня «Summer Night», созданная Lola Marsh совместно с группой «Garden City Movement», была выбрана в качестве саундтрека к игре FIFA 22 из серии футбольных игр FIFA.

## Музыкальные влияния
В качестве основных влияний на свою музыку они называют Суфьяна Стивенса, Нину Симон, Fleet Foxes, Элвиса Пресли, Moody Blues, Bon Iver, MGMT и LCD Soundsystem.

## Дискография
См. также «Lola Marsh discography» в английском разделе.
Albums
- Remember Roses (2017)
- Someday Tomorrow Maybe (2020)
- Shot Shot Cherry (2022)

EP
- You’re Mine (2016)